# پیروزی پیرهی

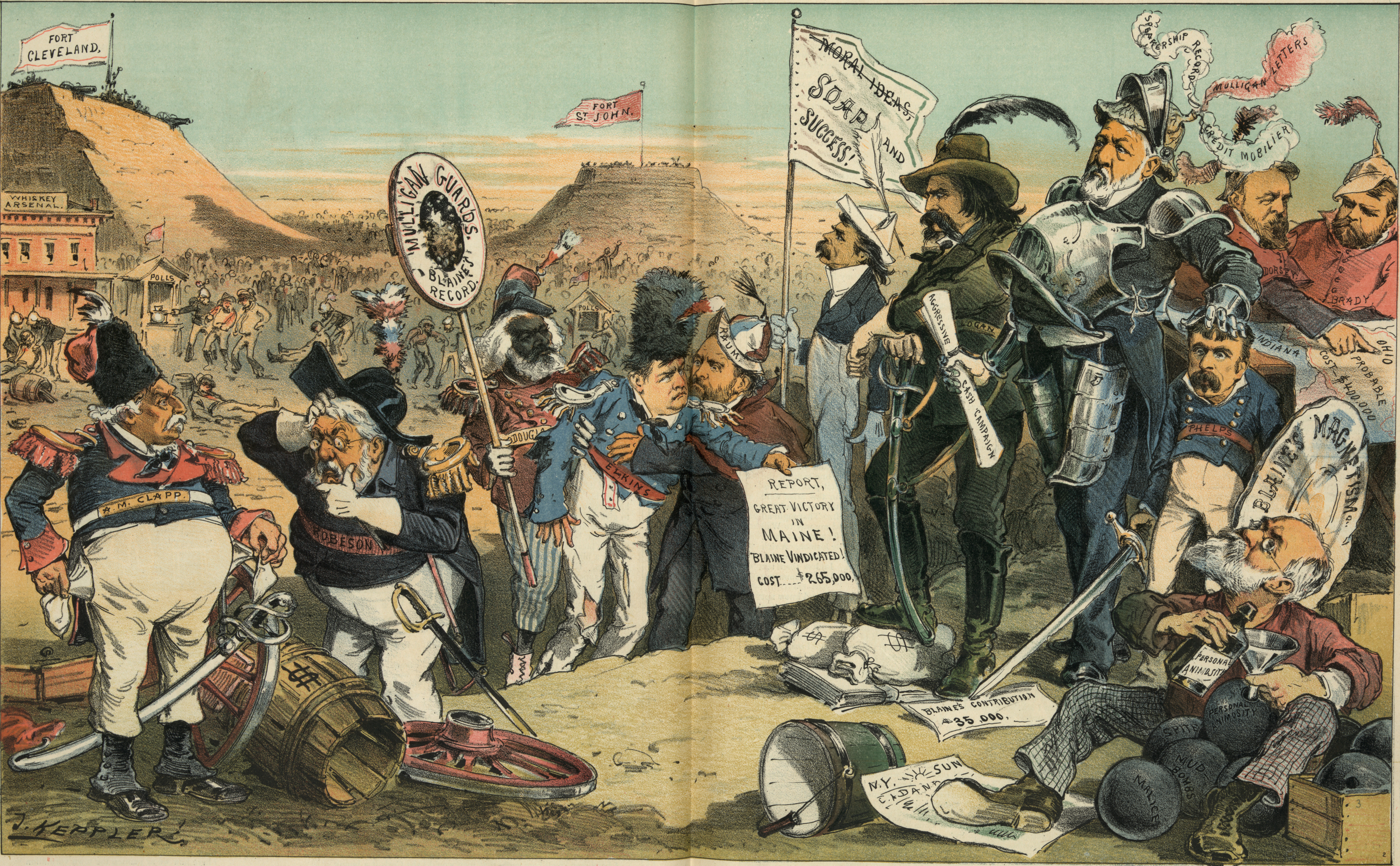
جیمز جی. بلین سرانجام در سال ۱۸۸۴م در سومین تلاش پرهزینه خود نامزد جمهوری‌خواهان برای ریاست جمهوری ایالات متحده شد. کاریکاتور: «یک پیروزی دیگر مانند این و پول ما از بین رفت!».

پیروزی پیرهی (به انگلیسی: Pyrrhic victory) یا پیروزی شکست‌آمیز، یک اصطلاح نظامی در توصیف نوعی از پیروزی است که چنان خسارت زیادی بر طرف پیروز وارد می‌کند که با شکست تفاوت چندانی ندارد. چنین پیروزی هرگونه حس واقعی موفقیت را نفی می‌کند و به پیشرفت بلندمدت آسیب می‌زند.
پیروزی پیرهی از نام پیرهوس، پادشاه اپیروس در یونان باستان گرفته شده است. پادشاه جنگاوری که با شکست دادن رومی‌ها در نبرد آسکولوم متحمل خسارات سنگینی شد. این اصطلاح بر این واقعیت تأکید می‌کند که همهٔ پیروزی‌ها مفید نیستند؛ به‌ویژه در زمانی که هزینهٔ پیروزی و نتیجهٔ آن هدف اصلی جنگ را نفی کند. با اینکه واژهٔ «پیرهی» اغلب برای توصیف مسائل نظامی استفاده می‌شود، کاربرد آن گسترش یافته و امروزه به‌طور فزاینده‌ای برای توصیف شرایطی غیر از جنگ و نبرد استفاده می‌شود.

## واژه‌شناسی
پیروزی پیریک یا پیرهی (Pyrrhic victory) یک اصطلاح انگلیسی است که از نام پیرهوس، پادشاه اپیروس در یونان باستان گرفته شده است. پادشاه جنگاوری که با شکست دادن رومی‌ها در آسکولوم (۲۸۰ پ.م) متحمل خسارات سنگینی شد. واژهٔ «پیریک» (Pyrrhic) اولین‌بار در اواخر سدهٔ هفدهم میلادی به شکل صفت به‌کار رفت و به معنای «مربوط به پیرهوس» یا «مانند پیرهوس» بود. این واژه در کاربرد اولیهٔ خود، تنها در اشاره به جنگی که پادشاه اپیروس به راه انداخته بود به‌کار می‌رفت. در اوایل سدهٔ نوزدهم، واژهٔ پیریک کم‌کم با واژهٔ «پیروزمندی» (winship) جفت شد و این دو کلمه (Pyrrhic winship) معنای خاص «پیروزیِ به دست آمده با هزینهٔ گزاف» را به خود گرفتند. به علاوه، واژهٔ پیریک معمولاً در کنار واژه «چیرگی» (triumph) به‌کار می‌رفت که البته به اندازهٔ واژهٔ «پیروزی» (victory) رایج نمانده است.

## ریشه تاریخی

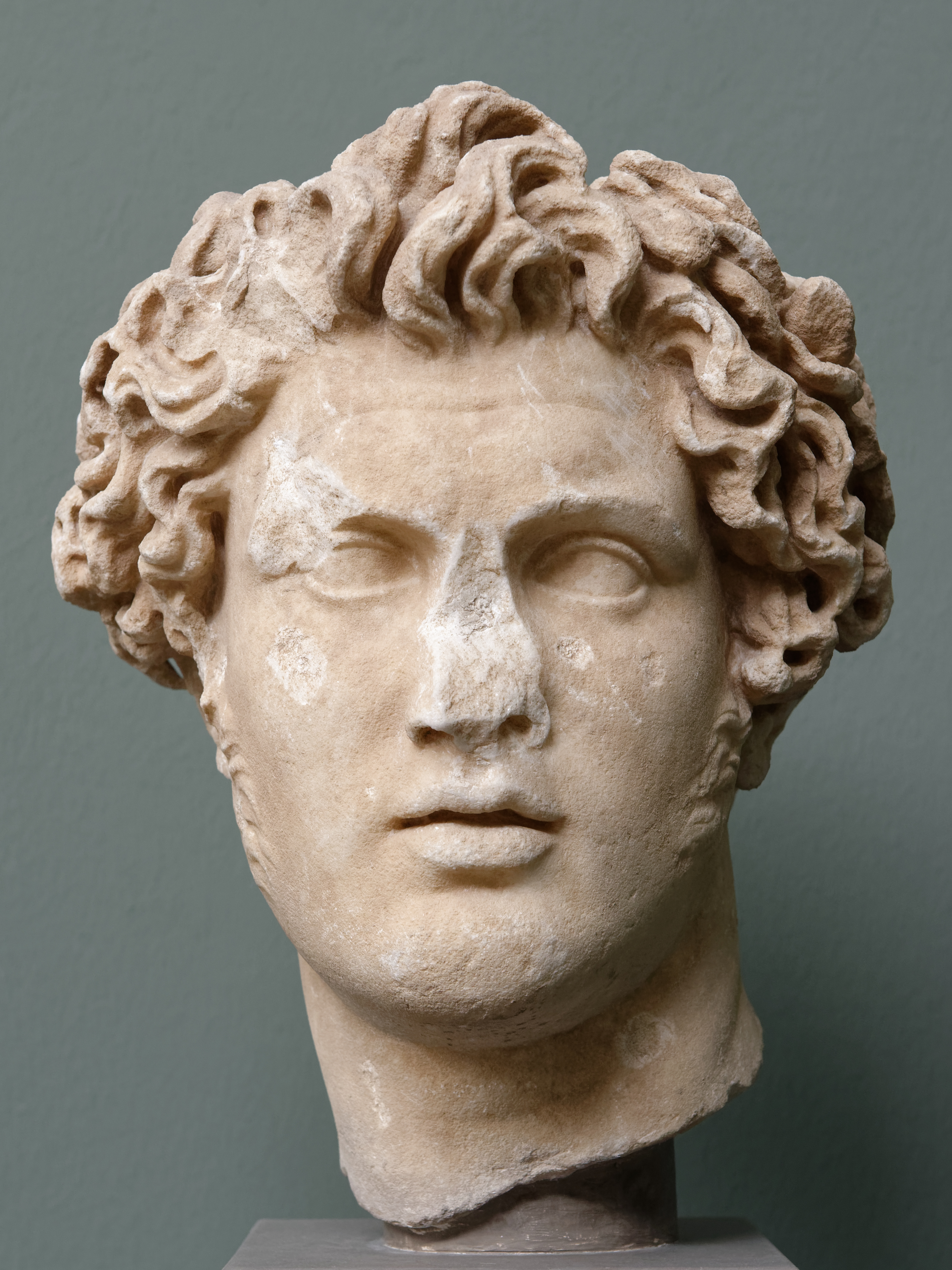
پیرهوس: اگر در یک نبرد دیگر بر رومیان پیروز شویم، به کلی نابود خواهیم شد!

اصطلاح پیروزی پیرهی از یک نقل قول پیرهوس پادشاه اپیروس یونان سرچشمه می‌گیرد. پیرهوس با ۲۵٬۰۰۰ تا ۳۰٬۰۰۰ سرباز و ۲۰ فیل جنگی جهت دفاع از یونان در برابر سلطهٔ رومیان در سواحل جنوبی ایتالیا (در تارنتوم، مگنا گراسیا) پیاده شد. اپیروسی‌ها در دو نبرد اولیهٔ هراکلیا در سال ۲۸۰ پ.م و آسکولوم در سال ۲۷۹ پ.م پیروز شدند. با این حال، پیرهوس در جریان این دو نبرد تعداد زیادی از سربازان خود را از دست داد. با کاهش سربازان، ارتش اپیروس برای ادامهٔ جنگ بسیار ضعیف شد و در نهایت در جنگ شکست خورد. در هر دو پیروزی پیرهوس بر رومی‌ها، جمهوری روم تلفات بیشتری نسبت به یونانیان متحمل شد؛ اما رومی‌ها نسبت به یونانیان توانایی بیشتری برای تجدید قوای خود داشتند. در نتیجه، خساراتی که رومیان متحمل شدند به نسبت اپیروسی‌ها کمتر بود. پس از نبرد آسکولوم، پلوتارک در گزارشی از دیونیسیوس در کتابش زندگی پیرهوس، شرایط را چنین توصیف می‌کند:
«سپاهیان از هم جدا شدند و گفته می‌شود که پیرهوس به یکی از کسانی که از پیروزی او شادمان شده بود گفت که یک پیروزی دیگر از این دست، او را کاملاً نابود خواهد کرد. زیرا او بخش زیادی از نیروهایی را که با خود آورده بود و تقریباً همه دوستان خاص و فرماندهان اصلی خود را از دست داده بود. در آنجا هیچ‌کس برای جذب نیرو وجود نداشت و او هم پیمانان ایتالیایی خود را ناتوان یافت. از سوی دیگر، مانند چشمه‌ای که پیوسته از شهر جاری است، اردوگاه رومیان به سرعت و به وفور از مردان تازه‌نفس پر می‌شد که به هیچ وجه به‌خاطر خساراتی که متحمل شده بودند از شجاعت‌شان کاسته نمی‌شد؛ بلکه حتی از شدت خشم خود نیرو و عزم جدیدی برای ادامه جنگ به دست آوردند.»
خلاصه این داستان اغلب چنین نقل می‌شود:
| «       | اگر دوباره به چنین پیروزی برسم، بدون هیچ سربازی به اپیروس باز خواهم گشت. | » |
| —ارسیوس |                                                                          |   |

یا
| «        | اگر در یک نبرد دیگر بر رومیان پیروز شویم، به کلی نابود خواهیم شد. | » |
| —پلوتارک |                                                                   |   |

## تعریف
«پیروزی پیرهی» نوعی از پیروزی است که چنان خسارت زیادی بر طرف پیروز وارد می‌کند که با شکست تفاوت چندانی ندارد. اگرچه طرف برنده در نهایت پیروز تلقی می‌شود، اما هزینه‌های متحمل شده هرگونه حس واقعی موفقیت را نفی می‌کند و به پیشرفت بلندمدت آسیب می‌زند. این نوع پیروزی گاهی «پیروزی پوچ» (hollow victory) نیز نامیده می‌شود. دیکشنری مریام وبستر پیروزی پیرهی را چنین تعریف می‌کند: «پیروزی که ارزش دست یافتن ندارد، زیرا برای رسیدن به آن چیزهای زیادی از دست می‌رود.»
در زمینهٔ جنگ، پیروزی پیریک به پیروزی گفته می‌شود که با چنان هزینهٔ کمرشکنی به دست می‌آید که عملاً به شکست منجر می‌شود. این هزینه می‌تواند شامل تلفات جانی، هدر رفتن منابع، تزلزل ثبات یا هر عنصر تعیین‌کنندهٔ دیگر باشد که از انواع دستاوردهای کوتاه‌مدت مخرب‌تر است. این اصطلاح بر این واقعیت تأکید می‌کند که همهٔ پیروزی‌ها مفید نیستند؛ به‌ویژه در زمانی که هزینهٔ پیروزی و نتیجهٔ آن هدف اصلی جنگ را نفی کند. در طول تاریخ، مبارزان بسیاری چنان پیروزی‌های پرهزینه‌ای را تجربه کرده‌اند که چشم‌اندازهای سیاسی و استراتژی‌های نظامی وقت را تغییر می‌داده است. این پیروزی‌های سخت درس‌های ارزشمندی در مورد استراتژی نظامی ارائه می‌دهند. تاریخ به ما یادآوری می‌کند که با اینکه یک پیروزی پرهزینه ممکن است دستاوردهای کوتاه‌مدتی داشته باشد، اما پیروزی واقعی به میزان پایداری آن بستگی دارد، نه فقط به جانفشانی برای بردن.
با اینکه واژهٔ «پیرهی» اغلب برای توصیف مسائل نظامی استفاده می‌شود، کاربرد آن گسترش یافته و امروزه به‌طور فزاینده‌ای برای توصیف شرایطی غیر از جنگ و نبرد استفاده می‌شود. برای مثال در دنیای ورزش، اگر تیم «الف» در یک بازی فصلی عادی تیم «ب» را شکست دهد، اما بهترین بازیکنان خود را هم به دلیل مصدومیت در طول بازی از دست بدهد، این یک پیروزی پیرهی محسوب می‌شود. اگرچه تیم «الف» در مسابقه فعلی پیروز شد، اما از دست دادن بهترین بازیکنان خود برای ادامه فصل، هرگونه احساس واقعی موفقیت را از بین می‌برد و همچنین دستاوردهایی که تیم می‌توانست در ادامهٔ رقابت‌ها به آنها برسد را تهدید می‌کند.

## مثال‌ها

نگارهٔ «عقب‌نشینی ناپلئون از روسیه» اثر آدولف نورتن در ۱۸۵۱م

نبرد آسکولوم: در جنگ پیرهی، اپیروسی‌ها به رهبری پادشاه پیرهوس، در نخستین نبرد خود علیه روم یعنی نبرد هراکیا و همچنین نبرد سرنوشت‌ساز آسکولوم پیروز شدند؛ اما پیروزی‌های آنها به قیمت تحمل تلفات زیاد و مرگ بهترین جنگجویان به دست آمد. بقای رومیان باوجود شکست‌های اولیهٔ خود به این معنی بود که آنها به دلیل تعداد زیاد سربازانشان می‌توانستند تجدید قوا کنند و در نبرد سوم‌شان با پیرهوس، قاطعانه پیروز شوند و به جنگ پایان دهند.
محاصره اوستنده: در جریان جنگ هشتادساله که شورش هلندی‌ها علیه حکومت هابسبورگ اسپانیا بود و با ورود انگلستان علیه اسپانیا تشدید شد، قوای اسپانیا بندر اوستنده را به امید محروم کردن هلندی‌ها و انگلیسی‌ها از یک شهر استراتژیک، به مدت سه سال محاصره کرد. اسپانیا در نهایت اوستنده را به قیمت ویران شدنش فتح کرد؛ درحالی‌که هلند متصرفات خود را گسترش داده و حتی متقابلاً یک بندرشهر را تصرف کرده بود. این عملاً پیروزی که اسپانیا در اوستنده به دست آورده بود را بی‌ثمر کرد. جنگ به بن‌بست رسید و اسپانیا سه سال بعد، عمدتاً به دلیل همان هزینه‌های محاصرهٔ اوستنده ورشکست شد.
نبرد مالپلاکه: در جریان جنگ جانشینی اسپانیا نبرد مالپلاکه که یکی از خونین‌ترین نبردهای اروپایی قرن هجدهم بود رخ داد. اگرچه نیروهای متفقین، فرانسوی‌ها را مجبور به عقب‌نشینی از میدان نبرد کردند، اما این پیروزی به بهای وحشتناکی به دست آمد. متفقین دو برابر فرانسوی‌ها تلفات دادند. این پیروزی پرهزینه، به‌طور گسترده به عنوان یک پیروزی شکست‌آمیز تلقی شد. مقیاس عظیم خسارات، ناظران اروپایی را شوکه کرد و منجر به کاهش چشمگیر پشتیبانی از جنگ، به ویژه در بریتانیا و جمهوری هلند شد. بنا به گزارش‌ها، مارشال ویلار به لویی چهاردهم نوشت: «اگر خداوند به ما توفیق دهد که دوباره در چنین نبردی شکست بخوریم، اعلی‌حضرت می‌توانند روی نابودی دشمنان‌شان حساب کنند!»

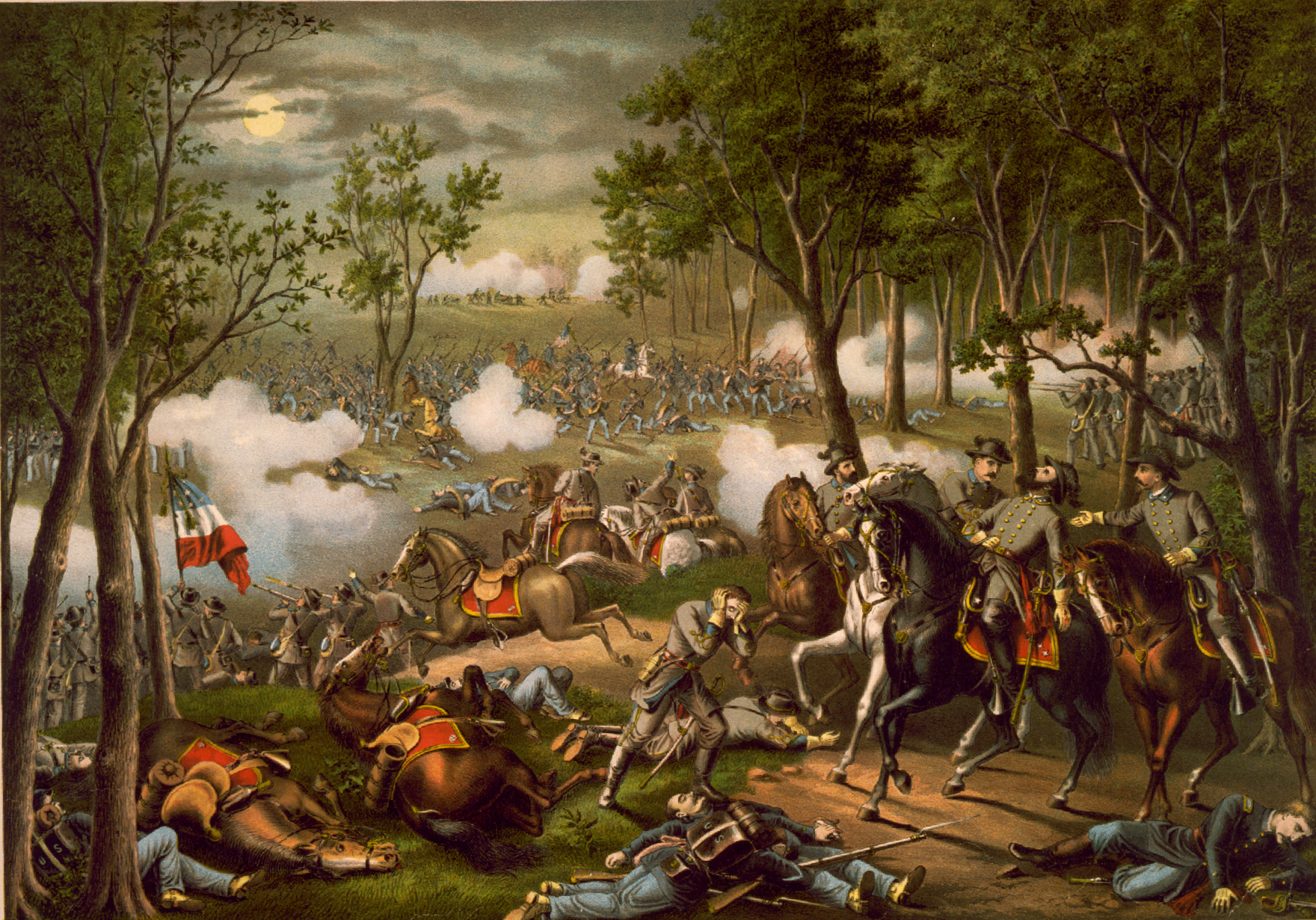
نگارهٔ «نبرد چنسلورزویل» اثر کورز و آلیسون در ۱۸۸۹م

نبرد بورودینو: در طول حمله ناپلئون به روسیه، فرانسوی‌ها در تاریخ ۷ سپتامبر ۱۸۱۲ با تلفات سنگین در نبرد بورودینو پیروز شدند. اگرچه ارتش فرانسه متعاقباً با موفقیت مسکو را اشغال کرد، اما دولت روسیه از تسلیم شدن به ناپلئون خودداری کرد. ناپلئون که مایل نبود ماندن در زمستان‌های کشندهٔ مسکو را به جان بخرد، تلاش کرد عقب‌نشینی کند؛ اما ژنرال روسی میخائیل کوتوزوف راه او را سد کرد. هنگامی‌که که ارتش عظیم ناپلئون عقب‌نشینی خود را از روسیه به پایان رساند، حدود چهار پنجم قوای خود را از دست داده بود.
نبرد بانکرهیل: نتیجهٔ اولین نبرد بزرگ انقلاب آمریکا از نظر فنی یک پیروزی برای بریتانیا بود؛ زیرا بریتانیایی‌ها موفق شدند نیروهای آمریکایی را از مواضع مستحکم خود بیرون برانند. با این حال، این پیروزی با دو برابر تلفات بیشتر از مدافعان آمریکایی به دست آمد. اگرچه آمریکایی‌ها در نهایت به دلیل کمبود مهمات عقب‌نشینی کردند، اما نبرد بانکرهیل برای آنان تبدیل به نماد مقاومت و پایداری شد و بلعکس، تلفات سنگین بریتانیایی‌ها روحیهٔ آنها را تضعیف کرد و چالش‌های سرکوب یک قیام ضداستعماری مصمم را آشکار ساخت. ایستادگی شدید شبه‌نظامیان نسبتاً آموزش ندیده در برابر سربازان باتجربهٔ بریتانیایی، به سرعت الهام‌بخش حمایت گسترده از آرمان‌های انقلابی شد.
نبرد چنسلورزویل: در طول جنگ داخلی آمریکا، رابرت ئی. لی ژنرال ارتش مؤتلفه در چنسلورزویل، سپاه بسیار کوچک‌تر خود را در مقابل سپاه اتحادیه به بخش‌های گوناگون تقسیم کرد. این استراتژی او قماری بسیار جسورانه بود که در ابتدا نتیجه داد. با این حال، حین تعقیب سربازان اتحادیه که در حال عقب‌نشینی بودند، ژنرال استون‌وال جکسن ناخواسته بر اثر آتش خودی کشته شد. از دست دادن ژنرال توانمندی چون استون‌وال و تلفات زیاد حدود ۱۳٬۰۰۰ نفری، این پیروزی غیرمنتظره را به صورت یک شکست نمایان کرد. در ادامه رابرت ئی. لی سعی کرد با حمله به پنسیلوانیا، موضع تهاجمی به خود بگیرد. شکست متعاقب آن در نبرد گتیسبرگ مؤتلفه را به شدت تضعیف کرد و جنگ را به نفع جبههٔ اتحادیه تغییر داد.

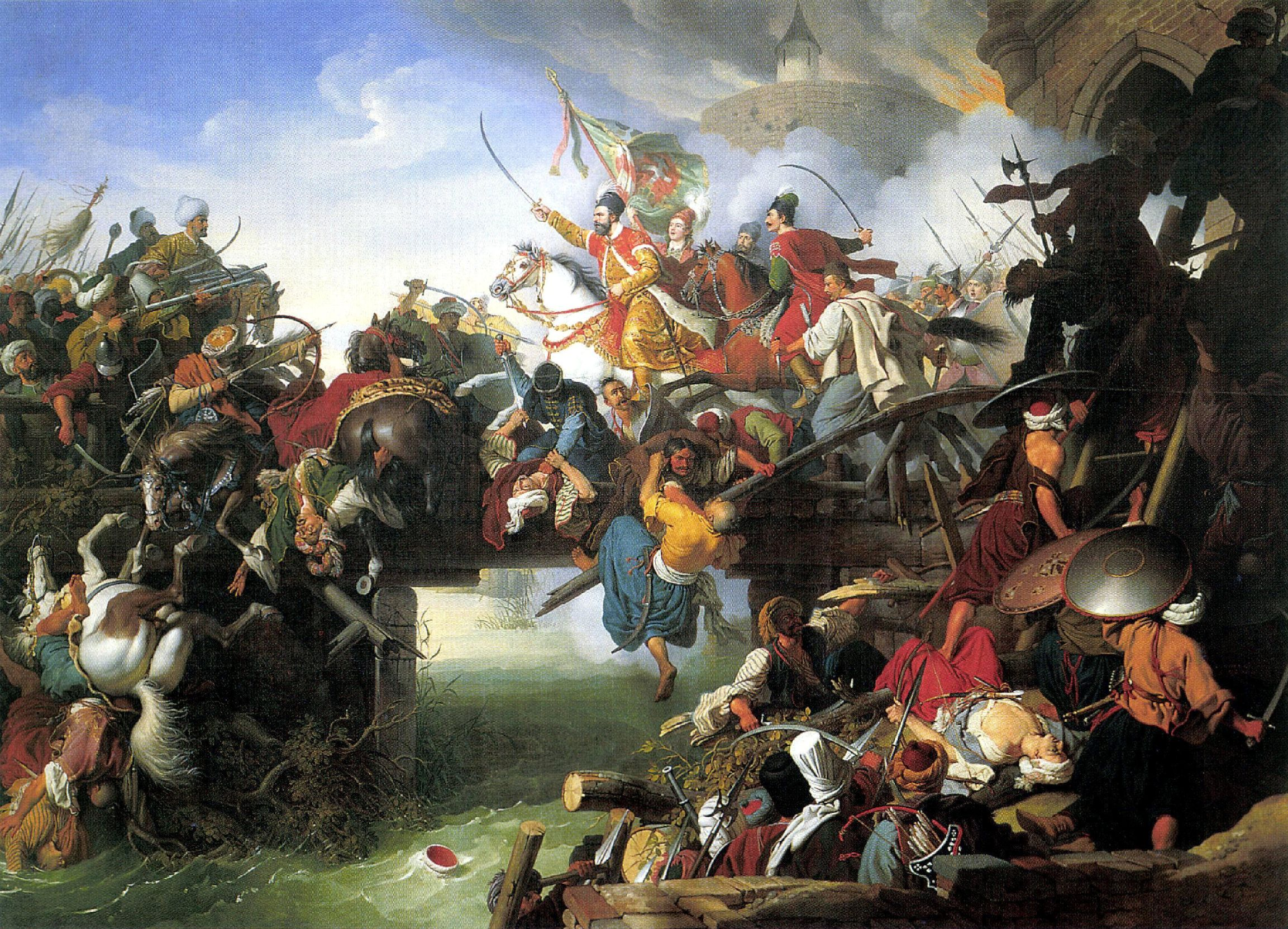
نگارهٔ «خروج نهایی نیکولا زرینسکی از قلعه سیگت‌وار» اثر یوهان پیتر کرافت در ۱۸۲۵م

محاصره سیگت‌وار: در طول جنگ‌های عثمانی و هابسبورگ در سال ۱۵۶۶، سپاه ۱۰۰٬۰۰۰ نفری عثمانی با حضور سلطان سلیمان قانونی قلعهٔ مجارستانی سیگت‌وار را که تنها حدود ۳٬۰۰۰ سرباز از آن دفاع می‌کردند، با هدف نهایی تصرف وین محاصره کرد. باوجود هفته‌ها آتش‌باری توپخانه جهت نابودی استحکامات قلعه، یورش‌های گوناگون عثمانیان تنها تلفاتی سنگین را روی دست آنها می‌گذاشت. پس از ۳۳ روز، قلعه با هزینه‌ای گزاف برای عثمانی‌ها سقوط کرد؛ دفاع سرسختانهٔ مدافعان به علاوهٔ شیوع اسهال خونی، جان ۳۰٬۰۰۰ سرباز عثمانی را گرفت و حتی خود سلطان سلیمان در این فاصله مرد. با اینکه عثمانیان سرانجام در تسخیر قلعه موفق شدند، اما پیشروی آنها به اروپا به تأخیر افتاد و در نهایت متوقف شد.

## فهرست پیروزی‌های شکست‌آمیز
فهرست برخی از مشهورترین پیروزی‌های شکست‌آمیز در طول تاریخ به شرح زیر است:
- نبرد آکسولوم
- نبرد آوارایر
- محاصره سیگت‌وار
- محاصره اوستنده
- نبرد مالپلاکه
- نبرد بورودینو
- نبرد بانکرهیل
- نبرد چنسلورزویل
- نبرد سم
- نبرد جزایر سانتا کروز
- نبرد اوکیناوا
- حمله عید تت
- نبرد نیزارها